# Nenad Zimonjić
Nenad Zimonjic (Belgrad, RS Sèrbia, RFS Iugoslàvia, 4 de juny de 1976) és un tennista professional serbi. La seua especialitat és el joc de dobles on ha aconseguit prestigiosos títols i va ocupar el número 1 mundial durant 40 setmanes.
En dobles masculins destaquen els tres Grand Slams mentre que en dobles mixtos n'ha guanyat cinc.

## Biografia
L'any 2008 es va casar amb l'exmodel Mina Knežević, i a final d'any van néixer els bessons Leon i Luna (4 de desembre de 2008).

## Torneigs de Grand Slam

### Dobles: 7 (3−4)
| Resultat  | Núm. | Any  | Torneig          | Parella         | Oponents                       | Marcador                    |
| --------- | ---- | ---- | ---------------- | --------------- | ------------------------------ | --------------------------- |
| Finalista | 1.   | 2004 | Wimbledon        | Julian Knowle   | Jonas Björkman Todd Woodbridge | 1−6, 4−6, 6−4, 4−6          |
| Finalista | 2.   | 2006 | Wimbledon (2)    | Fabrice Santoro | Bob Bryan Mike Bryan           | 3−6, 6−4, 4−6, 2−6          |
| Finalista | 3.   | 2008 | Roland Garros    | Daniel Nestor   | Pablo Cuevas Luis Horna        | 2−6, 3−6                    |
| Guanyador | 1.   | 2008 | Wimbledon        | Daniel Nestor   | Jonas Björkman Kevin Ullyett   | 7−6(12), 6−7(3), 6−3, 6−3   |
| Guanyador | 2.   | 2009 | Wimbledon (2)    | Daniel Nestor   | Bob Bryan Mike Bryan           | 7−6(7), 6−7(3), 7−6(3), 6−3 |
| Finalista | 4.   | 2010 | Open d'Austràlia | Daniel Nestor   | Bob Bryan Mike Bryan           | 3−6, 7−6(5), 3−6            |
| Guanyador | 3.   | 2010 | Roland Garros    | Daniel Nestor   | Lukáš Dlouhý Leander Paes      | 7−5, 6−2                    |

### Dobles mixtos: 10 (5−5)
| Resultat  | Núm. | Any  | Torneig              | Parella            | Oponents                              | Marcador            |
| --------- | ---- | ---- | -------------------- | ------------------ | ------------------------------------- | ------------------- |
| Guanyador | 1.   | 2004 | Open d'Austràlia     | Elena Bovina       | Martina Navratilova Leander Paes      | 6−1, 7−6(3)         |
| Finalista | 1.   | 2005 | US Open              | Katarina Srebotnik | Daniela Hantuchová Mahesh Bhupathi    | 4−6, 2−6            |
| Guanyador | 2.   | 2006 | Roland Garros        | Katarina Srebotnik | Elena Likhovtseva Daniel Nestor       | 6−3, 6−4            |
| Finalista | 2.   | 2007 | Roland Garros        | Katarina Srebotnik | Nathalie Dechy Andy Ram               | 5−7, 3−6            |
| Guanyador | 3.   | 2008 | Open d'Austràlia (2) | Sun Tiantian       | Sania Mirza Mahesh Bhupathi           | 7−6(4), 6−4         |
| Finalista | 3.   | 2008 | Roland Garros (2)    | Katarina Srebotnik | Viktória Azàrenka Bob Bryan           | 2−6, 6−7            |
| Guanyador | 4.   | 2010 | Roland Garros (2)    | Katarina Srebotnik | Iaroslava Xvédova Julian Knowle       | 4−6, 7−6(5), [11−9] |
| Finalista | 4.   | 2011 | Roland Garros (3)    | Katarina Srebotnik | Casey Dellacqua Scott Lipsky          | 6−7(6), 6−4, [7−10] |
| Finalista | 5.   | 2014 | Roland Garros (4)    | Julia Görges       | Anna-Lena Grönefeld Jean-Julien Rojer | 6−4, 2−6, [7−10]    |
| Guanyador | 5.   | 2014 | Wimbledon            | Samantha Stosur    | Chan Hao-Ching Maks Mirni             | 6−4, 6−2            |

## Carrera esportiva
Zimonjić va esdevenir professional l'any 1995 i es va mantenir força desconegut en el circuit fins que va guanyar l'Open d'Austràlia 2004 en categoria de dobles mixtos amb Elena Bovina com a parella. Aquest mateix any va disputar també la final de Wimbledon en dobles masculins amb Julian Knowle com a parella. Va disputar algunes finals més de Grand Slam però el segon títol mixt va arribar el 2006 al Roland Garros amb Katarina Srebotnik. El primer Grand Slam en dobles masculins fou a Wimbledon (2008), ja amb Daniel Nestor. Va jugar amb el canadenc com a parella estable durant més de tres anys i van guanyar multitud de títols, entre els quals destaquen tres títols de Grand Slam més dues finals més perdudes. Amb els èxits obtinguts va assolir el número 1 del rànquing de dobles l'any 2008. L'any 2011 va canviar de parella pel francès Michaël Llodra, però els resultats no foren prou positius, ja que van guanyar cinc títols però cap d'important, i va sortir del Top 10 en categoria de dobles. Després de diversos companys més de forma provisional, a principis de 2014 va tornar a fer parella amb Nestor.
En dobles mixtos ha disputat nou finals de Grand Slam amb quatre victòries amb Bovina (Open d'Austràlia 2004), Srebotnik (Roland Garros 2006 i Roland Garros 2010) i Sun Tiantian (Open d'Austràlia 2008) com a parella. La majoria de finals les ha disputat al Roland Garros, concretament sis, però només s'ha pogut imposar en dues.
Zimonjić ha estat membre estable de l'equip serbi de Copa Davis des de 1995, inicialment Iugoslàvia i després Sèrbia i Montenegro. Inicialment va jugar partits individuals i dobles, però amb l'emergència de grans tennistes en l'equip serbi (Novak Djokovic, Janko Tipsarević, i Viktor Troicki), es va centrar exclusivament en partits de dobles amb diverses parelles. De fet, és el jugador que més partits ha jugat amb l'equip serbi. Els anys 2003 i 2004 va fer fins i tot les funcions de capità de l'equip mentre era jugador. L'equip serbi va guanyar la seva primera Copa Davis l'any 2010 amb victòries sobre els Estats Units, Croàcia, República Txeca i França. Individualment va aconseguir 13 victòries per 10 derrotes mentre que en dobles ha aconseguit 27 victòries per 14 derrotes.

## Palmarès

### Dobles: 90 (53−37)
| Llegenda (pre/post 2009)                                  |
| --------------------------------------------------------- |
| Grand Slams (3−4)                                         |
| Tennis Masters Cup / ATP Finals (2−1)                     |
| ATP Masters Series / ATP World Tour Masters 1000 (15−13)  |
| ATP International Series Gold / ATP World Tour 500 (17−8) |
| ATP International Series / ATP World Tour 250 (16−11)     |

| Títols per superfície |
| --------------------- |
| Dura (30−19)          |
| Gespa (4−4)           |
| Terra batuda (16−12)  |
| Moqueta (3−2)         |

| Resultat  | Núm. | Data                   | Torneig                                    | Superfície   | Parella              | Oponents en la final                 | Marcador                    |
| --------- | ---- | ---------------------- | ------------------------------------------ | ------------ | -------------------- | ------------------------------------ | --------------------------- |
| Finalista | 1.   | 14 de febrer de 1999   | San Jose, Estats Units                     | Dura (i)     | Aleksandar Kitinov   | Todd Woodbridge Mark Woodforde       | 5−7, 7−6(3), 4−6            |
| Guanyador | 1.   | 9 de maig de 1999      | Delray Beach, Estats Units                 | Terra batuda | Maks Mirni           | Doug Flach Brian MacPhie             | 7−6(3), 3−6, 6−3            |
| Guanyador | 2.   | 5 de març de 2000      | Delray Beach (2)                           | Dura         | Brian MacPhie        | Joshua Eagle Andrew Florent          | 7−5, 6−4                    |
| Finalista | 2.   | 7 de maig de 2000      | Múnic, Alemanya                            | Terra batuda | Maks Mirni           | David Adams John-Laffnie de Jager    | 4−6, 4−6                    |
| Guanyador | 3.   | 15 d'octubre de 2000   | Viena, Àustria                             | Dura (i)     | Ievgueni Kàfelnikov  | Jiří Novák David Rikl                | 6−4, 6−4                    |
| Finalista | 3.   | 4 de març de 2001      | Dubai, Emirats Àrabs Units                 | Dura         | Daniel Nestor        | Joshua Eagle Sandon Stolle           | 4−6, 4−6                    |
| Finalista | 4.   | 15 d'abril de 2001     | Estoril, Portugal                          | Terra batuda | Donald Johnson       | Radek Štěpánek Michal Tabara         | 4−6, 1−6                    |
| Guanyador | 4.   | 14 d'octubre de 2001   | Lió, França                                | Moqueta (i)  | Daniel Nestor        | Arnaud Clément Sébastien Grosjean    | 6−1, 6−2                    |
| Guanyador | 5.   | 24 de febrer de 2002   | Memphis, Estats Units                      | Dura (i)     | Brian MacPhie        | Bob Bryan Mike Bryan                 | 6−3, 3−6, 6−4               |
| Guanyador | 6.   | 9 de març de 2003      | Delray Beach (3)                           | Dura         | Leander Paes         | Raemon Sluiter Martin Verkerk        | 7−5, 3−6, 7−5               |
| Finalista | 5.   | 4 de maig de 2003      | València, Espanya                          | Terra batuda | Brian MacPhie        | Lucas Arnold Ker Mariano Hood        | 1−6, 7−6(7), 4−6            |
| Finalista | 6.   | 25 de maig de 2003     | St. Pölten, Àustria                        | Terra batuda | Sargis Sargsian      | Simon Aspelin Massimo Bertolini      | 4−6, 7−6(10), 3−6           |
| Guanyador | 7.   | 26 d'octubre de 2003   | Sant Petersburg, Rússia                    | Dura (i)     | Julian Knowle        | Michael Kohlmann Rainer Schüttler    | 7−6(1), 6−3                 |
| Guanyador | 8.   | 25 d'abril de 2004     | Montecarlo, Mònaco                         | Terra batuda | Tim Henman           | Gastón Etlis Martín Rodríguez        | 7−5, 6−2                    |
| Finalista | 7.   | 7 de maig de 2000      | Múnic (2)                                  | Terra batuda | Julian Knowle        | James Blake Mark Merklein            | 2−6, 4−6                    |
| Finalista | 8.   | 4 de juliol de 2004    | Wimbledon, Regne Unit                      | Gespa        | Julian Knowle        | Jonas Björkman Todd Woodbridge       | 1−6, 4−6, 6−4, 4−6          |
| Guanyador | 9.   | 17 d'abril de 2005     | Montecarlo (2)                             | Terra batuda | Leander Paes         | Bob Bryan Mike Bryan                 | Renúncia                    |
| Guanyador | 10.  | 24 d'abril de 2005     | Barcelona, Espanya                         | Terra batuda | Leander Paes         | Feliciano López Rafael Nadal         | 6−3, 6−3                    |
| Finalista | 9.   | 16 d'octubre de 2005   | Estocolm, Suècia                           | Dura (i)     | Leander Paes         | Wayne Arthurs Paul Hanley            | 3−6, 3−6                    |
| Finalista | 10.  | 23 d'octubre de 2005   | Madrid, Espanya                            | Dura (i)     | Leander Paes         | Mark Knowles Daniel Nestor           | 6−3, 3−6, 2−6               |
| Finalista | 11.  | 13 de novembre de 2005 | Tennis Masters Cup, Xangai, Xina           | Moqueta (i)  | Leander Paes         | Michaël Llodra Fabrice Santoro       | 7−6(6), 3−6, 6−7(4)         |
| Guanyador | 11.  | 15 de gener de 2006    | Sydney, Austràlia                          | Dura         | Fabrice Santoro      | František Čermák Leoš Friedl         | 6−1, 6−4                    |
| Finalista | 12.  | 23 d'abril de 2006     | Montecarlo                                 | Terra batuda | Fabrice Santoro      | Jonas Björkman Maks Mirni            | 2−6, 6−7(2)                 |
| Guanyador | 12.  | 18 de juny de 2006     | Halle, Alemanya                            | Gespa        | Fabrice Santoro      | Michael Kohlmann Rainer Schüttler    | 6−0, 6−4                    |
| Finalista | 13.  | 9 de juliol de 2006    | Wimbledon (2)                              | Gespa        | Fabrice Santoro      | Bob Bryan Mike Bryan                 | 3−6, 6−4, 4−6, 2−6          |
| Guanyador | 13.  | 15 d'octubre de 2006   | Moscou, Rússia                             | Moqueta (i)  | Fabrice Santoro      | František Čermák Jaroslav Levinský   | 6−1, 7−5                    |
| Finalista | 14.  | 5 de novembre de 2006  | París, França                              | Moqueta (i)  | Fabrice Santoro      | Arnaud Clément Michaël Llodra        | 6−7(4), 2−6                 |
| Guanyador | 14.  | 5 de gener de 2007     | Doha, Qatar                                | Dura         | Mikhaïl Iujni        | Martin Damm Leander Paes             | 6−1, 7−6(3)                 |
| Guanyador | 15.  | 26 de febrer de 2007   | Dubai                                      | Dura         | Fabrice Santoro      | Mahesh Bhupathi Radek Štěpánek       | 7−5, 6−7(3), [10−7]         |
| Guanyador | 16.  | 7 de maig de 2007      | Roma, Itàlia                               | Terra batuda | Fabrice Santoro      | Bob Bryan Mike Bryan                 | 6−4, 6−7(4), [10−7]         |
| Finalista | 15.  | 17 de juny de 2007     | Halle                                      | Gespa        | Fabrice Santoro      | Simon Aspelin Julian Knowle          | 4−6, 6−7(5)                 |
| Guanyador | 17.  | 25 d'agost de 2007     | New Haven, Estats Units                    | Dura         | Mahesh Bhupathi      | Mariusz Fyrstenberg Marcin Matkowski | 6−3, 6−3                    |
| Guanyador | 18.  | 28 d'octubre de 2007   | Sant Petersburg (2)                        | Moqueta      | Daniel Nestor        | Jürgen Melzer Todd Perry             | 6−1, 7−6(3)                 |
| Finalista | 16.  | 4 de novembre de 2007  | París (2)                                  | Dura         | Daniel Nestor        | Bob Bryan Mike Bryan                 | 3−6, 6−7(4)                 |
| Finalista | 17.  | 21 de març de 2008     | Indian Wells, Estats Units                 | Dura         | Daniel Nestor        | Jonathan Erlich Andy Ram             | 4−6, 4−6                    |
| Finalista | 18.  | 11 de maig de 2008     | Roma                                       | Terra batuda | Daniel Nestor        | Bob Bryan Mike Bryan                 | 6−3, 4−6, [8−10]            |
| Guanyador | 19.  | 18 de maig de 2008     | Hamburg, Alemanya                          | Terra batuda | Daniel Nestor        | Bob Bryan Mike Bryan                 | 6−4, 5−7, [10−8]            |
| Finalista | 19.  | 7 de juny de 2008      | Roland Garros, França                      | Terra batuda | Daniel Nestor        | Pablo Cuevas Luis Horna              | 2−6, 3−6                    |
| Guanyador | 20.  | 15 de juny de 2008     | Londres, Regne Unit                        | Gespa        | Daniel Nestor        | Marcelo Melo André Sá                | 6−4, 7−6(3)                 |
| Guanyador | 21.  | 5 de juliol de 2008    | Wimbledon                                  | Gespa        | Daniel Nestor        | Jonas Björkman Kevin Ullyett         | 7−6(12), 6−7(3), 6−3, 6−3   |
| Guanyador | 22.  | 27 de juliol de 2008   | Toronto, Canadà                            | Dura         | Daniel Nestor        | Bob Bryan Mike Bryan                 | 6−2, 4−6, [10−6]            |
| Guanyador | 23.  | 16 de novembre de 2008 | ATP World Tour Finals, Xangai              | Dura         | Daniel Nestor        | Bob Bryan Mike Bryan                 | 7−6(3), 6−2                 |
| Finalista | 20.  | 9 de gener de 2009     | Doha                                       | Dura         | Daniel Nestor        | Marc López Rafael Nadal              | 6−4, 4−6, [8−10]            |
| Finalista | 21.  | 17 de gener de 2009    | Sydney                                     | Dura         | Daniel Nestor        | Bob Bryan Mike Bryan                 | 1−6, 6−7(3)                 |
| Guanyador | 24.  | 15 de febrer de 2009   | Rotterdam, Països Baixos                   | Dura (i)     | Daniel Nestor        | Lukáš Dlouhý Leander Paes            | 6−2, 7−5                    |
| Guanyador | 25.  | 19 d'abril de 2009     | Montecarlo (3)                             | Terra batuda | Daniel Nestor        | Bob Bryan Mike Bryan                 | 6−4, 6−1                    |
| Guanyador | 26.  | 26 d'abril de 2009     | Barcelona (2)                              | Terra batuda | Daniel Nestor        | Mahesh Bhupathi Mark Knowles         | 6−3, 7−6(9)                 |
| Guanyador | 27.  | 3 de maig de 2009      | Roma (2)                                   | Terra batuda | Daniel Nestor        | Bob Bryan Mike Bryan                 | 7−6(5), 6−3                 |
| Guanyador | 28.  | 17 de maig de 2009     | Madrid                                     | Terra batuda | Daniel Nestor        | Simon Aspelin Wesley Moodie          | 6−4, 6−4                    |
| Guanyador | 29.  | 4 de juliol de 2009    | Wimbledon (2)                              | Gespa        | Daniel Nestor        | Bob Bryan Mike Bryan                 | 7−6(7), 6−7(3), 7−6(3), 6−3 |
| Guanyador | 30.  | 23 d'agost de 2009     | Cincinnati, Estats Units                   | Dura         | Daniel Nestor        | Bob Bryan Mike Bryan                 | 3−6, 7−6(2), [15−13]        |
| Guanyador | 31.  | 2 de novembre de 2009  | Basilea, Suïssa                            | Dura (i)     | Daniel Nestor        | Bob Bryan Mike Bryan                 | 6−2, 6−3                    |
| Guanyador | 32.  | 8 de novembre de 2009  | París                                      | Dura (i)     | Daniel Nestor        | Marcel Granollers Tommy Robredo      | 6−3, 6−4                    |
| Guanyador | 33.  | 16 de gener de 2010    | Sydney (2)                                 | Dura         | Daniel Nestor        | Ross Hutchins Jordan Kerr            | 6−3, 7−6(5)                 |
| Finalista | 22.  | 30 de gener de 2010    | Open d'Austràlia, Austràlia                | Dura         | Daniel Nestor        | Bob Bryan Mike Bryan                 | 3−6, 7−6(5), 3−6            |
| Guanyador | 34.  | 14 de febrer de 2010   | Rotterdam (2)                              | Dura (i)     | Daniel Nestor        | Simon Aspelin Paul Hanley            | 6−4, 4−6, [10−7]            |
| Finalista | 23.  | 20 de març de 2010     | Indian Wells (2)                           | Dura         | Daniel Nestor        | Marc López Rafael Nadal              | 6−7(8), 3−6                 |
| Guanyador | 35.  | 18 d'abril de 2010     | Montecarlo (4)                             | Terra batuda | Daniel Nestor        | Mahesh Bhupathi Maks Mirni           | 6−3, 2−0, retirada          |
| Guanyador | 36.  | 25 d'abril de 2010     | Barcelona (3)                              | Terra batuda | Daniel Nestor        | Lleyton Hewitt Mark Knowles          | 4−6, 6−3, [10−6]            |
| Finalista | 24.  | 16 de maig de 2010     | Madrid (2)                                 | Terra batuda | Daniel Nestor        | Bob Bryan Mike Bryan                 | 3−6, 4−6                    |
| Guanyador | 37.  | 5 de juny de 2010      | Roland Garros                              | Terra batuda | Daniel Nestor        | Lukáš Dlouhý Leander Paes            | 7−5, 6−2                    |
| Guanyador | 38.  | 31 d'octubre de 2010   | Viena (2)                                  | Dura (i)     | Daniel Nestor        | Mariusz Fyrstenberg Marcin Matkowski | 7−5, 3−6, [10−5]            |
| Finalista | 25.  | 7 de novembre de 2010  | Basilea                                    | Dura (i)     | Daniel Nestor        | Bob Bryan Mike Bryan                 | 3−6, 6−3, [3−10]            |
| Guanyador | 39.  | 28 de novembre de 2010 | ATP World Tour Finals, Londres, Regne Unit | Dura (i)     | Daniel Nestor        | Mahesh Bhupathi Maks Mirni           | 7−6(6), 6−4                 |
| Finalista | 26.  | 13 de febrer de 2011   | Rotterdam                                  | Dura (i)     | Michaël Llodra       | Jürgen Melzer Philipp Petzschner     | 4−6, 6−3, [5−10]            |
| Finalista | 27.  | 8 de maig de 2011      | Madrid (3)                                 | Terra batuda | Michaël Llodra       | Bob Bryan Mike Bryan                 | 3−6, 3−6                    |
| Guanyador | 40.  | 7 d'agost de 2011      | Washington DC                              | Dura (i)     | Michaël Llodra       | Robert Lindstedt Horia Tecău         | 6−7(3), 7−6(6), [10−7]      |
| Guanyador | 41.  | 14 d'agost de 2011     | Mont-real (2)                              | Dura         | Michaël Llodra       | Bob Bryan Mike Bryan                 | 6−4, 6−7(5), [10−5]         |
| Finalista | 28.  | 21 d'agost de 2011     | Cincinnati                                 | Dura         | Michaël Llodra       | Mahesh Bhupathi Leander Paes         | 6−7(4), 6−7(2)              |
| Guanyador | 42.  | 9 d'octubre de 2011    | Pequín, Xina                               | Dura         | Michaël Llodra       | Robert Lindstedt Horia Tecău         | 7−6(2), 7−6(4)              |
| Finalista | 29.  | 16 d'octubre de 2011   | Xangai, Xina                               | Dura         | Michaël Llodra       | Maks Mirni Daniel Nestor             | 6−3, 1−6, [10−12]           |
| Guanyador | 43.  | 6 de novembre de 2011  | Basilea (2)                                | Dura (i)     | Michaël Llodra       | Maks Mirni Daniel Nestor             | 6−4, 7−5                    |
| Guanyador | 44.  | 19 de febrer de 2012   | Rotterdam (3)                              | Dura (i)     | Michaël Llodra       | Robert Lindstedt Horia Tecău         | 4−6, 7−5, [16−14]           |
| Guanyador | 45.  | 23 de setembre de 2012 | Sant Petersburg (3)                        | Dura (i)     | Rajeev Ram           | Lukáš Lacko Igor Zelenay             | 6−2, 4−6, [10−6]            |
| Finalista | 30.  | 21 d'octubre de 2012   | Estocolm (2)                               | Dura (i)     | Robert Lindstedt     | Marcelo Melo Bruno Soares            | 7−6(4), 5−7, [6−10]         |
| Guanyador | 46.  | 28 d'octubre de 2012   | Basilea (3)                                | Dura (i)     | Daniel Nestor        | Treat Conrad Huey Dominic Inglot     | 7−5, 6−7(4), [10−5]         |
| Guanyador | 47.  | 17 de febrer de 2013   | Rotterdam (4)                              | Dura (i)     | Robert Lindstedt     | Thiemo de Bakker Jesse Huta Galung   | 5−7, 6−3, [10−8]            |
| Finalista | 31.  | 2 de març de 2013      | Dubai (2)                                  | Dura         | Robert Lindstedt     | Mahesh Bhupathi Michaël Llodra       | 6−7(6), 6−7(6)              |
| Guanyador | 48.  | 21 d'abril de 2013     | Montecarlo (5)                             | Terra batuda | Julien Benneteau     | Bob Bryan Mike Bryan                 | 4−6, 7−6(4), [14−12]        |
| Guanyador | 49.  | 4 d'agost de 2013      | Washington DC (2)                          | Dura         | Julien Benneteau     | Mardy Fish Radek Štepánek            | 7−6(5), 7−5                 |
| Guanyador | 50.  | 11 de gener de 2014    | Sydney (3)                                 | Dura         | Daniel Nestor        | Rohan Bopanna Aisam-ul-Haq Qureshi   | 7−6(3), 7−6(3)              |
| Finalista | 32.  | 1 de març de 2014      | Dubai (3)                                  | Dura         | Daniel Nestor        | Rohan Bopanna Aisam-ul-Haq Qureshi   | 4−6, 3−6                    |
| Finalista | 33.  | 27 d'abril de 2014     | Barcelona                                  | Terra batuda | Daniel Nestor        | Jesse Huta Galung Stéphane Robert    | 3−6, 3−6                    |
| Guanyador | 51.  | 11 de maig de 2014     | Madrid (2)                                 | Terra batuda | Daniel Nestor        | Bob Bryan Mike Bryan                 | 6−4, 6−2                    |
| Guanyador | 52.  | 18 de maig de 2014     | Roma (3)                                   | Terra batuda | Daniel Nestor        | Robin Haase Feliciano López          | 6−4, 7−6(2)                 |
| Guanyador | 53.  | 26 d'octubre de 2014   | Basilea (4)                                | Dura (i)     | Vasek Pospisil       | Marin Draganja Henri Kontinen        | 7−6(13), 1−6, [10−5]        |
| Finalista | 34.  | 28 de febrer de 2015   | Dubai (4)                                  | Dura         | Aisam-Ul-Haq Qureshi | Rohan Bopanna Daniel Nestor          | 4−6, 1−6                    |
| Finalista | 35.  | 10 de maig de 2015     | Madrid (4)                                 | Terra batuda | Marcin Matkowski     | Rohan Bopanna Florin Mergea          | 2−6, 7−6(5), [9−11]         |
| Finalista | 36.  | 21 de juny de 2015     | Londres                                    | Gespa        | Marcin Matkowski     | Pierre-Hugues Herbert Nicolas Mahut  | 6−2, 6−2                    |
| Finalista | 37.  | 23 d'agost de 2015     | Cincinnati (2)                             | Dura         | Marcin Matkowski     | Daniel Nestor Édouard Roger-Vasselin | 2−6, 2−6                    |

#### Períodes com a número 1
| Núm. | Precedit per         | Dates                    | Succeït per          | Setmanes | Acumulat |
| ---- | -------------------- | ------------------------ | -------------------- | -------- | -------- |
| 1.   | Bob Bryan Mike Bryan | 17/11/2008 − 01/02/2009  | Bob Bryan Mike Bryan | 11       | 11       |
| 2.   | Bob Bryan Mike Bryan | 18/05/2009 − 07/06/2009A | Bob Bryan Mike Bryan | 3        | 14       |
| 3.   | Bob Bryan Mike Bryan | 14/09/2009 − 29/11/2009A | Bob Bryan Mike Bryan | 11       | 25       |
| 4.   | Bob Bryan Mike Bryan | 01/02/2010 − 16/05/2010A | Bob Bryan Mike Bryan | 15       | 40       |
| 5.   | Bob Bryan Mike Bryan | 07/06/2010 − 15/08/2010A | Bob Bryan Mike Bryan | 10       | 50       |

### Dobles mixts: 10 (5−5)
| Resultat  | Núm. | Data                | Torneig                     | Superfície   | Parella            | Oponents en la final                  | Marcador            |
| --------- | ---- | ------------------- | --------------------------- | ------------ | ------------------ | ------------------------------------- | ------------------- |
| Guanyador | 1.   | 19 de gener de 2004 | Open d'Austràlia, Austràlia | Dura         | Elena Bovina       | Martina Navratilova Leander Paes      | 6−1, 7−6(3)         |
| Finalista | 1.   | 29 d'agost de 2005  | US Open, Estats Units       | Dura         | Katarina Srebotnik | Daniela Hantuchová Mahesh Bhupathi    | 4−6, 2−6            |
| Guanyador | 2.   | 25 de maig de 2006  | Roland Garros, França       | Terra batuda | Katarina Srebotnik | Elena Likhovtseva Daniel Nestor       | 6−3, 6−4            |
| Finalista | 2.   | 27 de maig de 2007  | Roland Garros               | Terra batuda | Katarina Srebotnik | Nathalie Dechy Andy Ram               | 5−7, 3−6            |
| Guanyador | 3.   | 14 de gener de 2008 | Open d'Austràlia (2)        | Dura         | Sun Tiantian       | Sania Mirza Mahesh Bhupathi           | 7−6(4), 6−4         |
| Finalista | 3.   | 25 de maig de 2008  | Roland Garros (2)           | Terra batuda | Katarina Srebotnik | Viktória Azàrenka Bob Bryan           | 2−6, 6−7            |
| Guanyador | 4.   | 23 de maig 2010     | Roland Garros (2)           | Terra batuda | Katarina Srebotnik | Iaroslava Xvédova Julian Knowle       | 4−6, 7−6(5), [11−9] |
| Finalista | 4.   | 22 de maig 2011     | Roland Garros (3)           | Terra batuda | Katarina Srebotnik | Casey Dellacqua Scott Lipsky          | 6−7(6), 6−4, [7−10] |
| Finalista | 5.   | 25 de maig 2014     | Roland Garros (4)           | Terra batuda | Julia Görges       | Anna-Lena Grönefeld Jean-Julien Rojer | 6−4, 2−6, [7−10]    |
| Guanyador | 5.   | 6 de juliol de 2014 | Wimbledon, Regne Unit       | Gespa        | Samantha Stosur    | Chan Hao-Ching Maks Mirni             | 6−4, 6−2            |

### Equips: 2 (1−1)
| Resultat  | Núm. | Data                      | Torneig                     | Superfície | Equip                                         | Oponents                                                | Marcador |
| --------- | ---- | ------------------------- | --------------------------- | ---------- | --------------------------------------------- | ------------------------------------------------------- | -------- |
| Guanyador | 1.   | 3−5 de desembre de 2010   | Copa Davis, Belgrad, Sèrbia | Dura (i)   | Novak Đoković Janko Tipsarević Viktor Troicki | Arnaud Clément Michaël Llodra Gaël Monfils Gilles Simon | 3−2      |
| Finalista | 1.   | 15−17 de novembre de 2013 | Copa Davis, Belgrad, Sèrbia | Dura (i)   | Ilija Bozoljac Novak Đoković Dušan Lajović    | Tomáš Berdych Jan Hájek Lukáš Rosol Radek Štěpánek      | 2−3      |

## Trajectòria en Grand Slams

### Individual
| Open d'Austràlia | A   | A   | 1R  | 0 / 1 | 0 − 1 |
| Roland Garros | A   | A   | A   | 0 / 0 | 0 − 0 |
| Wimbledon | 3R  | A   | A   | 0 / 1 | 2 − 1 |
| US Open | A   | A   | A   | 0 / 0 | 0 − 0 |
| Rànquing a final d'any | 311 | 316 | 204 |       | 37−12 |
| Llegenda: G: Guanyador; F: Finalista; SF: Semifinalista; QF: Quarts de final; Q: Qualificació; A: Absent; RR: Round Robin; |     |     |     |       |       |

### Dobles
| | Iugoslàvia | Iugoslàvia | Iugoslàvia | Iugoslàvia  | Iugoslàvia  | Sèrbia i Montenegro | Sèrbia i Montenegro | Sèrbia i Montenegro | Sèrbia      | Sèrbia      | Sèrbia | Sèrbia      | Sèrbia      | Sèrbia      | Sèrbia | Sèrbia      | Sèrbia      | Sèrbia      | Sèrbia |        |         |
| Torneig | 1998       | 1999       | 2000       | 2001        | 2002        | 2003                | 2004                | 2005                | 2006        | 2007        | 2008   | 2009        | 2010        | 2011        | 2012   | 2013        | 2014        | 2015        | 2016   | Títols | V − D   |
| Open d'Austràlia | A          | 1R         | 1R         | SF          | 2R          | 1R                  | 2R                  | 3R                  | 1R          | QF          | QF     | 2R          | F           | QF          | 3R     | 2R          | SF          | 3R          | A      | 0 / 17 | 32 − 17 |
| Roland Garros | A          | A          | 1R         | 1R          | A           | 2R                  | 2R                  | QF                  | 1R          | SF          | F      | SF          | G           | SF          | QF     | 2R          | QF          | QF          | 3R     | 1 / 16 | 40 − 15 |
| Wimbledon | A          | 1R         | 1R         | 3R          | 3R          | 3R                  | F                   | QF                  | F           | SF          | G      | G           | 2R          | SF          | 1R     | QF          | QF          | QF          | 3R     | 2 / 18 | 51 − 20 |
| US Open | A          | 3R         | 3R         | 3R          | 3R          | 1R                  | 2R                  | 1R                  | QF          | 2R          | 3R     | QF          | 3R          | 3R          | 1R     | 2R          | 3R          | QF          | 1R     | 0 / 18 | 28 − 18 |
| Jocs Olímpics | NC         | NC         | 1R         | No celebrat | No celebrat | No celebrat         | A                   | No celebrat         | No celebrat | No celebrat | 1R     | No celebrat | No celebrat | No celebrat | QF     | No celebrat | No celebrat | No celebrat | 2R     | 0 / 4  | 3 − 4   |
| ATP World Tour Finals | A          | A          | A          | A           | A           | A                   | A                   | F                   | RR          | A           | G      | RR          | G           | RR          | A      | A           |             |             |        | 2 / 6  | 15 − 9  |
| Rànquing a final d'any | 125        | 86         | 29         | 21          | 51          | 32                  | 18                  | 11                  | 11          | 5           | 1      | 3           | 3           | 6           | 20     | 14          |             |             |        |        |         |
| Llegenda: G: Guanyador; F: Finalista; SF: Semifinalista; QF: Quarts de final; Q: Qualificació; A: Absent; RR: Round Robin; |            |            |            |             |             |                     |                     |                     |             |             |        |             |             |             |        |             |             |             |        |        |         |

### Dobles mixts
| | Sèrbia i Montenegro | Sèrbia i Montenegro | Sèrbia i Montenegro | Sèrbia | Sèrbia | Sèrbia | Sèrbia | Sèrbia | Sèrbia | Sèrbia | Sèrbia | Sèrbia | Sèrbia |        |         |
| Torneig | 2003                | 2004                | 2005                | 2006   | 2007   | 2008   | 2009   | 2010   | 2011   | 2012   | 2013   | 2014   | 2015   | Títols | V − D   |
| Open d'Austràlia | A                   | G                   | A                   | A      | A      | G      | A      | A      | SF     | A      | 2R     | 1R     | 1R     | 2 / 6  | 14 − 4  |
| Roland Garros | A                   | SF                  | 2R                  | G      | F      | F      | 1R     | G      | F      | 2R     | QF     | F      | 1R     | 2 / 12 | 29 − 10 |
| Wimbledon | QF                  | A                   | A                   | QF     | A      | A      | 2R     | 3R     | 3R     | SF     | SF     | G      | 3R     | 1 / 9  | 27 − 8  |
| US Open | A                   | QF                  | F                   | A      | 1R     | QF     | QF     | 2R     | 1R     | 1R     | 2R     | 1R     | 2R     | 0 / 11 | 13 − 11 |
| Llegenda: G: Guanyador; F: Finalista; SF: Semifinalista; QF: Quarts de final; Q: Qualificació; A: Absent; RR: Round Robin; |                     |                     |                     |        |        |        |        |        |        |        |        |        |        |        |         |

## Guardons
- Parella de l'any ATP (2008)
- Campió de dobles ITF (2008)
- Millor tennista iugoslau (1994, 1996, 1998, 2001)